# Lasioglossum scutolactescens
Lasioglossum scutolactescens är en biart som först beskrevs av Gregory B. Pauly 1986.  Lasioglossum scutolactescens ingår i släktet smalbin, och familjen vägbin. Inga underarter finns listade i Catalogue of Life.